# 奧爾德亨德勒德 (北卡羅萊納州)
奧爾德亨德勒德（英語：Old Hundred）是位於美國北卡羅萊納州蘇格蘭縣的普查規定居民點。

## 人口
根據2020年美國人口普查的數據，奧爾德亨德勒德的面積為2.51平方千米，皆為陸地。當地共有人口218人，而人口密度為每平方千米86.85人。